# Stolac
Stolac (v srbské cyrilici Столац) je město v jižní části Bosny a Hercegoviny, administrativně součást Hercegovsko-neretvanského kantonu. Nachází se v regionu Hercegoviny, u hranice s Republikou srbskou, v údolí řeky Bregavy, na konci hlubokého údolí řeky. Obyvatelstvo města je převážně bosňácké a chorvatské národnosti.
Město je poprvé připomínáno pod současným názvem v roce 1420. Město je známé především díky nekropoli stećků s názvem Radimlja, která se nachází na okraji města. Během války v Bosně a Hercegovině bylo město značně poškozeno. Zničeny byly tři historické mešity a pravoslavný kostel z 19. století. Hodinová věž byla obnovena roku 2013.
V roce 1995 bylo v souvislosti s Daytonskou dohodou rozhodnuto o oddělení východní části území města Stolac a vytvoření nové obce s názvem Berkovići, která se stala součástí Republiky srbské.
Stolac je napojen na bosenskou silniční síť; komunikace z města vedou do měst: Čapljina, Mostar, Neum (na západ) a Ljubinje a Berkovići (na východ). 
Mezi známé rodáky z města Stolac patří např. spisovatel Mak Dizdar, nebo politik Nijaz Duraković.